# Голубой дукер
Голубой дукер (Philantomba monticola) — небольшое африканское млекопитающее семейства полорогих. Самый маленький вид своего подсемейства (Cephalophinae).

## Описание
Голубой дукер очень маленькое животное, вес тела может составлять до 4,7 кг а высота в холке — до 35 см. Самки немного тяжелее чем самцы, которые редко весят больше чем 4 кг. Окрас верхней части тела от сланцевато-серого до тёмно-коричневого цвета, имеет серо-голубой отлив. Брюхо и нижняя сторона хвоста белёсые. Эта окраска шерсти хорошо маскирует голубых дукеров в приглушённом свете леса. Дукеры постоянно виляют своим коротким, пушистым чёрно-белым хвостом. У самцов и самок крохотные (в среднем 3 см), острые рога, иногда прикрытые хохолком.

## Распространение
Ареал голубого дукера охватывает территорию Африки южнее экватора от Восточной Капской провинции ЮАР до Западной Африки. У данного вида, в сравнении с другими видами дукеров, самый большой ареал.
Голубой дукер обитает в густых лесных и кустарниковых зарослях, но часто появляется и на полянах. Обязательным условием для его местообитания является наличие водоёма.

## Образ жизни
Голубые дукеры живут преимущественно парами, длительно занимая территорию площадью 0,4 — 0,8 га. Границы территории помечают животные обоих полов. Они трутся о листья, ветки и стволы деревьев, оставляя на них пахучие вещества из своих желёз. Активны как днём, так и ночью. Размножение происходит круглый год. Через 210 дней беременности на свет появляется один детёныш. Он весит примерно 400 г. В возрасте от 3-х до 4-х месяцев детёныш отлучается от матери, а в возрасте немного более одного года родители прогоняют его со своей территории.